# Ricky Davis
Tyree Ricardo "Ricky" Davis (Las Vegas, Nevada, 23 de septiembre de 1979) es un exjugador de baloncesto estadounidense, que disputó 11 temporadas en la NBA y en otras ligas alrededor del mundo, hasta su retirada en 2014. Con 2,01 metros de estatura, jugaba en la posición de alero.

## Trayectoria deportiva

### Universidad
Davis jugó en su época universitaria con los Hawkeyes de la Universidad de Iowa durante la 1997-98.

### Profesional

#### NBA
Fue seleccionado por los Charlotte Hornets en la primera ronda del Draft de la NBA de 1998, con la 21.ª posición general, con los que jugó dos temporadas antes de ser traspasado a Miami Heat en un intercambio masivo de 9 jugadores en agosto del 2000.
Jugó solo 7 partidos para los Heat, y luego fue enviado a los Cleveland Cavaliers en un intercambio entre tres equipos involucrando a los Toronto Raptors, el 26 de octubre de 2001.
Su estancia en los Cleveland Cavaliers fue marcada por continuas disputas con su técnico, Paul Silas.
El 15 de diciembre de 2003 fue intercambiado junto con Chris Mihm, Michael Stewart, y una selección de segunda ronda para el Draft, con los Boston Celtics por Tony Battie, Eric Williams, y Kedrick Brown.
En los Celtics mejoró su juego e incluso su imagen pública. Ahí fue cuando empezó a organizar un concurso llamado "Get Buckets", para regalar entradas para toda una temporada a sus fanes más apasionados.
El 26 de enero de 2006, fue enviado a los Minnesota Timberwolves junto con Mark Blount, Marcus Banks, Justin Reed, y una selección de segunda ronda del Draft en un intercambio por Wally Szczerbiak, Michael Olowokandi, Dwayne Jones y una selección de primera ronda.
En octubre de 2007 fue traspasado a Miami Heat junto con Mark Blount a cambio de Antoine Walker, Michael Doleac, Wayne Simien y una primera ronda de draft.
El 28 de julio de 2008, Los Angeles Clippers se hicieron con sus derechos como agente libre.

#### Europa
El 16 de febrero de 2010, Los Angeles Clippers se deshacen de sus derechos y se convierte en agente libre. El 1 de marzo de 2010 fichó por el Türk Telekom B.K. de la liga turca.
[actualizar]

## Estadísticas de su carrera en la NBA

### Temporada regular
| Año     | Equipo        | PJ  | PT  | MPP  | %TC  | %3P   | %TL  | RPP | APP | ROB | TPP | PPP  |
| ------- | ------------- | --- | --- | ---- | ---- | ----- | ---- | --- | --- | --- | --- | ---- |
| 1998–99 | Charlotte     | 46  | 1   | 12.1 | .405 | .167  | .763 | 1.8 | 1.3 | .6  | .2  | 4.5  |
| 1999–00 | Charlotte     | 48  | 4   | 11.9 | .503 | .000  | .765 | 1.7 | 1.3 | .6  | .2  | 4.7  |
| 2000–01 | Miami         | 7   | 0   | 10.0 | .414 | 1.000 | .875 | 1.0 | 1.6 | .7  | .3  | 4.6  |
| 2001–02 | Cleveland     | 82  | 8   | 23.8 | .481 | .314  | .790 | 3.0 | 2.2 | .8  | .3  | 11.7 |
| 2002–03 | Cleveland     | 79  | 76  | 39.6 | .410 | .363  | .748 | 4.9 | 5.5 | 1.6 | .5  | 20.6 |
| 2003–04 | Cleveland     | 22  | 22  | 36.2 | .431 | .354  | .680 | 5.5 | 5.0 | 1.1 | .4  | 15.3 |
| 2003–04 | Boston        | 57  | 5   | 29.4 | .488 | .380  | .732 | 4.2 | 2.6 | 1.2 | .2  | 14.1 |
| 2004–05 | Boston        | 82  | 11  | 32.9 | .462 | .339  | .815 | 3.0 | 3.0 | 1.1 | .3  | 16.0 |
| 2005–06 | Boston        | 42  | 42  | 41.6 | .464 | .320  | .787 | 4.5 | 5.3 | 1.2 | .2  | 19.7 |
| 2005–06 | Minnesota     | 36  | 36  | 40.6 | .429 | .282  | .807 | 4.6 | 4.8 | 1.2 | .2  | 19.1 |
| 2006–07 | Minnesota     | 81  | 81  | 37.3 | .465 | .397  | .839 | 3.9 | 4.8 | 1.0 | .3  | 17.0 |
| 2007–08 | Miami         | 82  | 47  | 36.1 | .433 | .405  | .787 | 4.3 | 3.4 | 1.1 | .2  | 13.8 |
| 2008–09 | L.A. Clippers | 36  | 9   | 21.8 | .339 | .315  | .861 | 1.7 | 2.3 | .5  | .1  | 6.4  |
| Total   | Total         | 700 | 342 | 30.6 | .446 | .361  | .784 | 3.6 | 3.4 | 1.0 | .2  | 13.9 |

### Playoffs
| Año     | Equipo | PJ | PT | MPP  | %TC  | %3P  | %TL  | RPP | APP | ROB | TPP | PPP  |
| ------- | ------ | -- | -- | ---- | ---- | ---- | ---- | --- | --- | --- | --- | ---- |
| 2003–04 | Boston | 4  | 0  | 30.8 | .400 | .400 | .688 | 3.0 | 3.5 | .5  | .0  | 11.8 |
| 2004–05 | Boston | 7  | 2  | 34.3 | .432 | .333 | .769 | 3.6 | 2.0 | 1.3 | .3  | 12.4 |
| Total   | Total  | 11 | 2  | 33.0 | .421 | .368 | .738 | 3.4 | 2.5 | 1.0 | .2  | 12.2 |